# Editora Milfontes
A Milfontes é uma editora capixaba dedicada a divulgação de livros de cunho acadêmico.

## Histórico
Fundada em março de 2017 por Bruno César Nascimento, a Editora Milfontes teve como sua obra inaugural Do passado histórico ao passado prático: 40 anos de Meta-história. Livro fruto de um encontro realizado na Universidade Federal do Espírito Santo e que tinha como foco a realização de debates em torno das contribuições do livro Metahistory (Hayden White, 1973).
Com o apoio de amigos e de parceiros que acreditaram na de criação de uma editora dedicada a este ramo de publicações em um estado sem uma tradição do tipo, alavancou-se o projeto e se deu início a uma perspectiva de trabalho que hoje conta com colaboradores tanto no Brasil, quanto no Exterior.
Nestes três anos (2017-2020) constituiu um catálogo com 100 títulos, com publicações de colaboradores de norte a sul do país em múltiplas áreas, tendo a disciplina História como a de maior concentração.
Com uma distribuição modesta, porém efetiva, a Milfontes cobre hoje todo o território nacional, tendo como principais meios de acesso ao catálogo a Amazon Brasil e o site da própria editora: https://editoramilfontes.com.br/.